# Nazionale di bob della Croazia
La nazionale di bob della Croazia è la selezione che rappresenta la Croazia nelle competizioni internazionali di bob.
La squadra ha preso parte a quattro edizioni delle Olimpiadi invernali.

## Storia

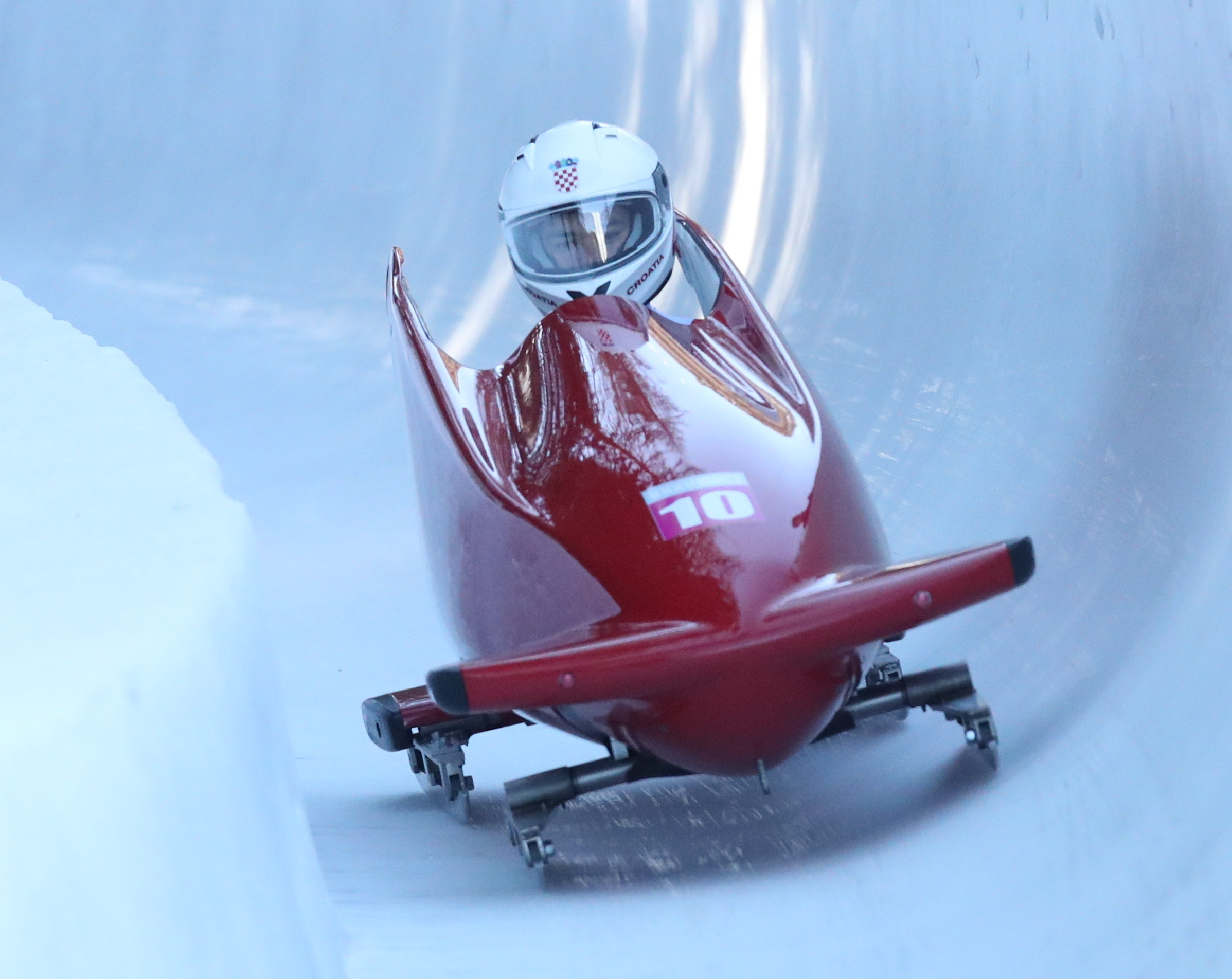
Toni Nimac alle Olimpiadi giovanili 2020

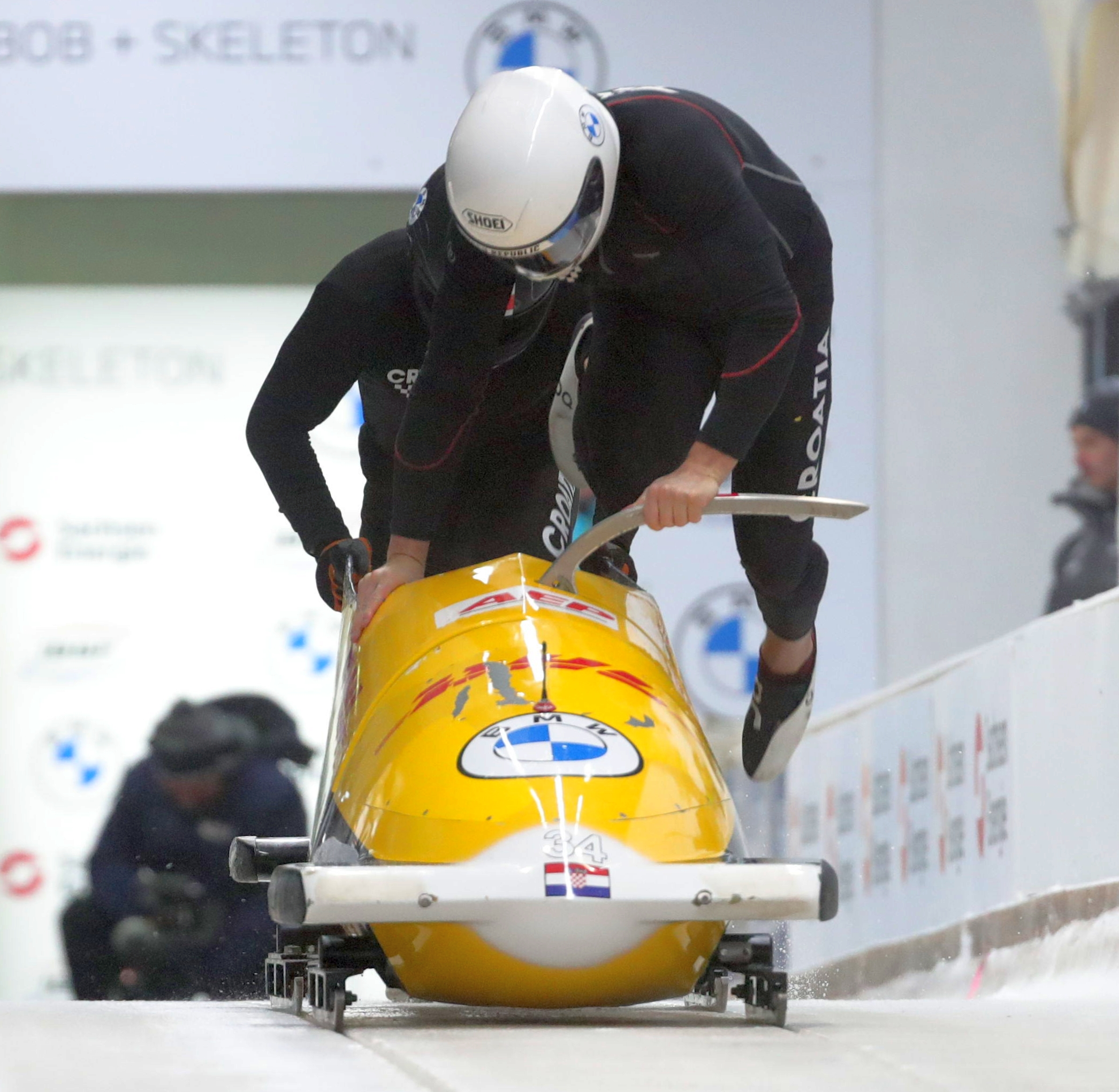
Mario Starek e Dražen Silić nel 2023

La nazionale di bob croata fu fondata a Spalato dal campione di motociclismo Ivan Šola, che nel 1998 frequento un primo corso di bob, ottenendo poi la licenza di guida del bob a quattro. Venne poi ingaggiato il canottiere olimpico Igor Boraska (vincitore del bronzo a Sydney 2000) e gli atleti Ðulijano Koludra e Niki Drpić, oltre alla riserva Boris Lovrić. Per far fronte ai notevoli costi del bob, Šola dovette vendere un terreno dei genitori e in assenza di ulteriori risorse, si allenarono allo stadio dell'Hajduk con un bob rosso improvvisato su una struttura in ferro. Nel 2001 la squadra venne ricoverata all'ospedale di Innsbruck dopo un incidente sulla pista di Igls, ma riuscì a centrare la qualificazione olimpica sulla discesa di Lake Placid. Il 13 dicembre 2001 il bob a quattro croato subì un grave incidente in allenamento alla curva Cristallo della pista olimpica Eugenio Monti di Cortina d'Ampezzo: Boris Lovrić e Niki Drpić rimasero leggermente feriti, mentre Mate Bulić riportò contusioni e Ivan Šola fu ricoverato con una commozione cerebrale.
Alle olimpiadi invernali di Salt Lake City 2002 il bob a quattro croato giunse al 26° posto, alle spalle della Nazionale di bob della Jugoslavia.
Il 5 ottobre 2002 venne fondata a Spalato la Federazione croata di bob e skeleton (Hrvatski bob i skeleton savez).
Alle olimpiadi di Torino 2006 giunse al 23° posto.
La Croazia riuscì a conquistare la qualificazione olimpica per Vancouver 2010, dove riuscì a conquistare il 20° posto.
Ai giochi di Pyeongchang 2018 fece il debutto olimpico il bob a due croato (30° e ultimo posto), mentre il bob a quattro si classificò 28°.

## Partecipazione ai giochi olimpici invernali

### Bob a quattro maschile
| anno | città          | classifica | composizione                                                               |
| ---- | -------------- | ---------- | -------------------------------------------------------------------------- |
| 2002 | Salt Lake City | 26°        | Ivan Šola, Boris Lovrić, Ðulijano Koludra, Niki Drpić                      |
| 2006 | Torino         | 23°        | Ivan Šola, Slaven Krajačić, Dejan Vojnović, Alek Osmanović, Juraj Grabušić |
| 2010 | Vancouver      | 20°        | Ivan Šola, Igor Marić, Slaven Krajačić, Andraš Haklić, Mate Mezulić        |
| 2018 | Pyeongchang    | 28°        | Dražen Silić, Benedikt Nikpalj, Mate Mezulić, Antonio Zelić                |

### Bob a due maschile
| anno | città       | classifica | composizione                   |
| ---- | ----------- | ---------- | ------------------------------ |
| 2018 | Pyeongchang | 30°        | Dražen Silić, Benedikt Nikpalj |